# تطور المسرح الموسيقي

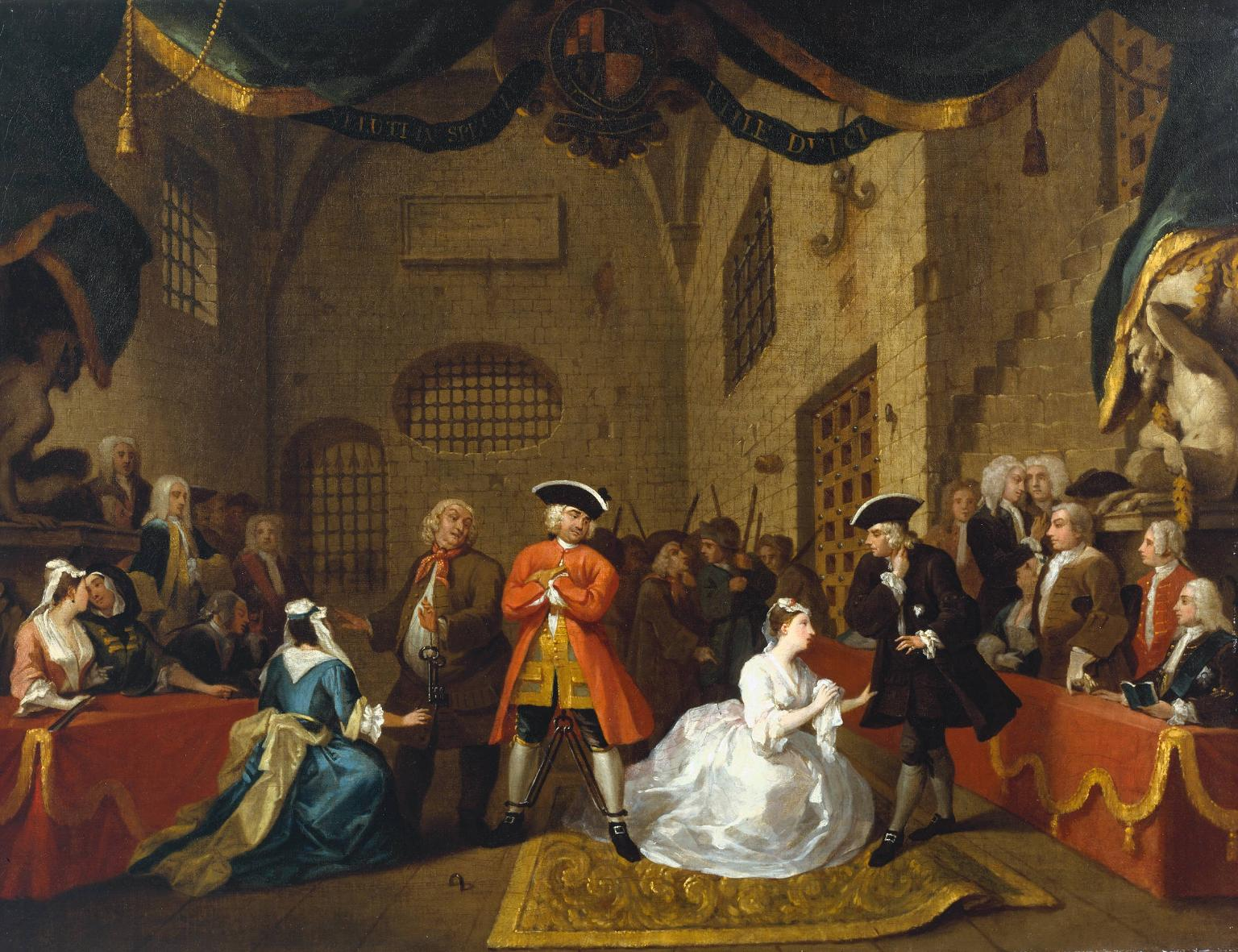
وليام هوغارث

يشير تطور المسرح الموسيقي إلى التطور التاريخي للأداء المسرحي المصحوب بالموسيقا، وقد بلغ أوجه عبر الشكل المتكامل للمسرح الموسيقي الحديث الذي جمع بين الأغاني، والحوار المحكي، والتمثيل والرقص. على الرغم من كون الموسيقا جزءًا من العروض الدرامية منذ عصور قديمة، نشأ المسرح الموسيقي الغربي الحديث من اتجاهات سابقة عديدة، إذ تطورت هذه الأسلاف على مدى قرون عدة وخلال القرن الثامن عشر مع ظهور أوبرا البالاد وفن الحركات الإيحائية في إنجلترا ومستعمراتها وانتشارها كأكثر أشكال الترفيه الموسيقي شيوعًا.
في القرن التاسع عشر بعد تطور الأوبريت الأوروبي، استطاعت أعمال جيلبرت وسولفيان في بريطانيا إلى جانب هاريغان وهارت في أمريكا تأسيس العديد من العناصر البنيوية للمسرح الموسيقي الحديث. تبع ذلك ظهور العروض الكوميدية الموسيقية الإدواردية في تسعينيات القرن التاسع عشر في إنجلترا، بالإضافة إلى أعمال المسرح الموسيقي الخاصة بالمؤسسين الأمريكيين أمثال جورج م. كوهان في أوائل القرن العشرين. شكلت المسرحيات الموسيقية الخاصة بمسرح الأميرة في مدينة نيويورك خلال الحرب العالمية الأولى، إلى جانب غيرها من العروض البارعة مثل بسببك أنا أغني (1931)، الخطوات الفنية المتجهة نحو الأمام بما يتجاوز المنوعات المسرحية وغيرها من وسائل الترفيه السطحية لأوائل القرن العشرين، ما أدى إلى العروض الموسيقية «الكتابية» الحديثة التي دمجت الأغاني والرقصات بالكامل في قصة جيدة الإنشاء متميزة بأهداف درامية جدية وقادرة على إثارة المشاعر الحقيقية عوضًا عن الضحك فقط.

## الأوبريت والحرب العالمية الأولى
بعد إقصائها فعليًا من المسرح الناطق بالإنجليزية نتيجة منافسة العروض الكوميدية الموسيقية الإدواردية واسعة الانتشار في تسعينيات القرن التاسع عشر، عادت الأوبريت للظهور في لندن وبرودواي في عام 1907 مع الأرملة الطروب، وأصبح التنافس بين الأوبريت والعروض الموسيقية مباشرًا لمدة من الزمن. في الأعوام الأولى من القرن العشرين، انتشرت التحويلات الإنجليزية للأوبريت القارية العائدة إلى القرن التاسع عشر، بالإضافة إلى أوبريت الجيل الجديد من المؤلفين الموسيقيين الأوروبيين، مثل فرانتس ليهار وأوسكار شتراوس وغيرهما، في جميع أنحاء العالم الناطق بالإنجليزية. في أمريكا، أنتج فيكتور هربرت سلسلة من عروض الأوبريت الشهيرة (قارئ البخت (1898)، وفاتنة في أرض الألعاب (1903)، والآنسة بائعة القبعات (1905)، والطاحونة الحمراء (1906) وماريتا الشقية (1910))، وغالبًا بالتعاون مع الكاتب هاري بي. سميث، إلى جانب بعض المسرحيات الموسيقية الحميمية ذات الإعداد الحديث. في الدول الناطقة بالإنجليزية، فقدت الأوبريت الألمانية شعبيتها خلال الحرب العالمية الأولى.

برز فريق بي جي وودهاوس، وقاي بولتون وجيروم كيرن من بين المؤلفين والكتّاب الموسيقيين البريطانيين والأمريكيين في العقد الأول من القرن العشرين. سيرًا على خطى جيلبرت وسوليفان، مهدت «عروض مسرح الأميرة» الخاصة بهم الطريق أمام عمل كيرن اللاحق عن طريق إظهار إمكانية جمع العرض الموسيقي الإضاءة والترفيه الشعبي مع الاستمرارية بين قصة العرض وأغانيه:
«استطاعت هذه العروض قولبة وصقل الركيزة التي نشأت عنها جميع العروض الكوميدية الموسيقية الرئيسية اللاحقة تقريبًا. ... اتسمت الشخصيات والمواقف، في نطاق حدود ترخيص العروض الكوميدية الموسيقية، بقابلية تصديقها، ونتجت الفكاهة من المواقف أو طبيعة الشخصيات. استُخدمت ألحان كيرن المتدفقة بشكل أنيق من أجل زيادة شدة الحركة أو تطوير تصوير الشخصيات. يُعلن عن التكامل بين الأغنية والقصة بشكل دوري باعتباره تقدمًا باهرًا في ... المسرح الموسيقي. دائمًا ما استطاعت الأوبرا العظيمة تحقيق ذلك، ومن السهل الإقرار بمثل هذا التكامل في جيلبرت وسوليفان أو الأوبرا الهزلية الفرنسية. مع ذلك، غالبًا ما اعتُبرت الكوميديا الموسيقية مذنبة لإدخالها الأغاني بأسلوب عشوائي. جلبت العروض الموسيقية الخاصة بمسرح الأميرة تغييرًا في النهج. أحدث بي جي وودهاوس، كاتب الأغاني شديد الانتباه والإتقان والأكثر براعة في عصره، إلى جانب فريق بولتون، ووودهاوس وكيرن، تأثيرًا ملموسًا حتى يومنا هذا».
تزايدت حاجة العامة ممن يرتادون المسرح إلى الترفيه كمهرب من الأوقات المظلمة للحرب العالمية الأولى، إذ توافدوا على المسرح. عُرضت المسرحية الموسيقية الناجحة لعام 1919 بعنوان إيرين لهاري تيرني وجوزيف مكارثي في 670 عرض مختلف، مسجلة بذلك رقمًا قياسيًا في برودواي حتى ظهور مسرحية مذهل في عام 1938. دعم الجمهور البريطاني عددًا من العروض مثل خادمة الجبال (1,352 عرض) لوقت أطول بكثير وخاصة تشو تشن تشاو. وصلت إلى أكثر من 2,238 عرض مشكلة بذلك ضعف عدد مرات عرض أي مسرحية موسيقية على الإطلاق، وحققت رقمًا قياسيًا مستمرًا لما يقارب الأربعين سنة حتى ظهور مسرحية أيام السلطة. بالإضافة إلى ذلك، ازدادت شعبية المنوعات المسرحية مثل فتيان بينغ هنا في بريطانيا، وغيرها من أعمال فلورنز زيغفيلد ومقلديه في أمريكا، بشكل استثنائي. نشأ جيل جديد من المؤلفين الموسيقيين للأوبريت في عشرينيات القرن العشرين، مثل رودولف فريمل وسيغموند رومبرغ.
في عشرينيات القرن العشرين، استُبدل الابتكار الأمريكي تدريجيًا بالمسرح الموسيقي البريطاني الذي استمرت صدارته من القرن التاسع عشر حتى عام 1920. كان تشارلز فرومان ونقابته المسرحية أحد منافسي إدواردز وأنداده في الولايات المتحدة. أتاحت العروض الترفيهية الموسيقية لجورج م. كوهان وهيربرت بعد نهاية القرن الفرصة أمام عروض مسرح الأميرة ووفرة من المسرحيات الموسيقية الأخرى مثل كيرن وغيره من مؤلفي حي الموسيقا الشعبية الذين استطاعوا جلب أنماط موسيقية جديدة مثل الراجتايم والجاز وإدخالها إلى المسارح. فرض الأخوة شوبرت سيطرتهم على مسارح برودواي بعد الحرب، وبدأ عدد من الكتّاب الجدد أمثال الأخوين غيرشوين (جورج وإيرا)، وإرفينغ برلين ورودجرز وهارت في إنتاج العروض. يفيد الكاتب المسرحي الموسيقي أندرو لامب، «جاءت غلبة الأعمال الأمريكية على الأوروبية في العقود الأولى من القرن العشرين على خلفية اجتماعية متغيرة. استُبدل الأسلوب الموسيقي الأكثر ملاءمة وأهلية لمجتمع القرن العشرين ولهجته العامية بالأساليب الأوبرالية والمسرحية التابعة للبنى الاجتماعية في القرن التاسع عشر. مثلت أمريكا مقر ظهور الأسلوب المباشر، والمكان الذي استطاع فيه الازدهار داخل المجتمع النامي بشكل أقل محافظة على تقاليد القرن التاسع عشر».